# Monee, Illinois
Monee là một làng thuộc quận Will, tiểu bang Illinois, Hoa Kỳ. Năm 2010, dân số của làng này là 5148 người.

## Dân số
Dân số qua các năm:
- Năm 2000: 2924 người.
- Năm 2010: 5148 người.